# 王同
王同（?—?），浙江省杭州府仁和縣人，清朝政治人物、進士出身。
光緒三年（1877年）五月，参加丁丑科殿試，登進士二甲第37名。同年五月，分部學習。